# Josep Marquès (lutier)
Josep Marquès i Casademunt (Mataró, 1701-1770) fou un lutier català.
Fill de Josep Marquès (fuster de Mataró) i Maria Teresa Casademunt, que es van casar l'any 1697, es dedicà a la construcció de guitarres, juntament amb els seus germans Tomàs i Salvador Marquès.
Josep Marquès va casar-se amb Maria Font l'any 1724 i, en segones núpcies l'any 1763, amb Madrona Torres. De la primera esposa havia tingut diversos fills, d'aquests fills dos mantingueren l'ofici del seu pare, Pere Anton i Josep Marquès. Com que pare i fill, amb el mateix nom, treballaven junts, per a diferenciar l'obra de l'un i de l'altre posaven "Joseph Marquès, major, Mataró 1759".
Un temps abans de morir, el 3 de febrer de 1770, Josep Marquès va decidir fer testament i deixar tots els seus béns als seus tres fills; Pere Anton, Josep i Francesc i, al cap d'uns mesos, Pere Anton va demanar de fer inventari dels béns del seu pare per evitar problemes i malentesos.
De Josep Marquès hi ha coneixença d'un violí construït l'any 1759 pertanyent a la col·lecció de Ramon Pinto. A l'etiqueta d'aquest podem llegir "Joseph Marquès, major, Mataró 1759".